# حیدرآباد (دامغان)
حیدرآباد یا کُردآباد دولاب روستایی در دهستان حومه بخش مرکزی شهرستان دامغان استان سمنان ایران است.

## جمعیت
بر پایه سرشماری عمومی نفوس و مسکن در سال ۱۳۹۵ جمعیت این روستا ۱۷۶ نفر (در ۶۶ خانوار) بوده است. و به افراد مشهور این روستا می‌شود به آقایان رجبعلی کردی، علی کردی، محمدمسعود کردی اشاره کرد.